# Кузнецова, Вера Васильевна
Вера Васильевна Кузнецова ( род.28 сентября 1926 год, Москва) — заслуженный тренер РСФСР.

## Биография
Вера Васильевна Кузнецова родилась 28 сентября 1926 года в Москве. В 1953 году получила образование в Государственном центральном ордена Ленина институте физкультуры им. И. В. Сталина (РГУФКСМиТ) по специальности «физическая культура и спорт» и стала заниматься тренерской работой. Принимала участие в Спартакиадах народов СССР в 1956 и 1958 годах. В 1985 году получила звание заслуженного тренера РСФСР. Работала старшим тренером в Ленинградском дворце пионеров.
Ученики Веры Кузнецовой — мастера спорта, мастера спорта международного класса, призеры чемпионатов мира, призеры чемпионатов Европы, в том числе Андрей Деев, Артем Седов, Андрей Клюшин. Тренировала заслуженного мастера спорта Елену Нечаеву, которая смогла четыре раза стать чемпионкой Европы по фехтованию.
Благодаря тренеру Вере Кузнецовой фехтованием стал заниматься Михаил Рыдник — президент Федерации фехтования Санкт-Петербурга и вице-президент Российской федерации фехтования. Вера Кузнецова приняла в секцию четвероклассника, хотя обычно принимались учащиеся не младше 7 класса.
Работает старшим тренером-преподавателем по фехтованию Санкт-Петербургского колледжа олимпийского резерва № 1. Стаж работы по специальности составляет 57 лет.
Вера Кузнецова была одним из приглашенных учителей для проведения урока на тему "Здоровые дети - в здоровой семье" в Санкт-Петербурге.
Кузнецова Вера Васильевна - автор "Памятки молодому тренеру-преподавателю по фехтованию"Колледж Олимпийского резерва №1, которая содержит общие положения, рекомендации по организации и методике тренировочного процесса, индивидуальных занятиях.